# Culicoides andinus
Culicoides andinus är en tvåvingeart som beskrevs av Wirth och Lee 1967. Culicoides andinus ingår i släktet Culicoides och familjen svidknott.
Artens utbredningsområde är Colombia. Inga underarter finns listade i Catalogue of Life.